# Wyspy Dziewicze Stanów Zjednoczonych na Letnich Igrzyskach Olimpijskich Młodzieży 2010
Wyspy Dziewicze Stanów Zjednoczonych na Letnich Igrzyskach Olimpijskich Młodzieży w Singapurze w 2010 reprezentowało 8 sportowców w 4 dyscyplinach.

## Medale

### Złote
- Ian Barrows – żeglarstwo – 25 sierpnia

## Skład kadry

### Lekkoatletyka
| Zawodnik     | Dyscyplina            | Kwalifikacja | Kwalifikacja | Finał | Finał   |
| Zawodnik     | Dyscyplina            | Wynik        | Miejsce      | Wynik | Miejsce |
| ------------ | --------------------- | ------------ | ------------ | ----- | ------- |
| David Walter | bieg na 400m chłopców | 53.90        | 23 qD        | 52.50 | 23      |

### Koszykówka
| Lista składu                                                       | Dyscyplina       | Grupa   | Grupa   | Etap    | Etap    | Etap    | Miejsce |
| Lista składu                                                       | Dyscyplina       | Grupa D | Miejsce | 9-16    | 13-16   | 15-16   | Miejsce |
| ------------------------------------------------------------------ | ---------------- | ------- | ------- | ------- | ------- | ------- | ------- |
| Kadeem Jones (C) Rasheed Swanston Amadius der-Weer Javier Martinez | turniej chłopców | W 28-12 | 3       | L 15-31 | L 26-28 | L 16-29 | 16      |
| Kadeem Jones (C) Rasheed Swanston Amadius der-Weer Javier Martinez | turniej chłopców | W 34-28 | 3       | L 15-31 | L 26-28 | L 16-29 | 16      |
| Kadeem Jones (C) Rasheed Swanston Amadius der-Weer Javier Martinez | turniej chłopców | L 11-17 | 3       | L 15-31 | L 26-28 | L 16-29 | 16      |
| Kadeem Jones (C) Rasheed Swanston Amadius der-Weer Javier Martinez | turniej chłopców | L 17-27 | 3       | L 15-31 | L 26-28 | L 16-29 | 16      |

### Żeglarstwo
| Zawodnicy      | Dyscyplina         | Wyścig | Wyścig | Wyścig | Wyścig | Wyścig | Wyścig | Wyścig | Wyścig | Wyścig | Wyścig | Wyścig | Wyścig | Punkty | Miejsce |
| Zawodnicy      | Dyscyplina         | 1      | 2      | 3      | 4      | 5      | 6      | 7      | 8      | 9      | 10     | 11     | M*     | Punkty | Miejsce |
| -------------- | ------------------ | ------ | ------ | ------ | ------ | ------ | ------ | ------ | ------ | ------ | ------ | ------ | ------ | ------ | ------- |
| Ian Barrows    | Byte CII chłopców  | OCS    | 5      | 8      | 12     | 2      | 6      | 4      | 5      | 8      | 2      | 1      | 3      | 44     |         |
| Catherine Diaz | Byte CII dziewcząt | 20     | 24     | 12     | 12     | 21     | 26     | 24     | 13     | 6      | 19     | 18     | 13     | 158    | 21      |

### Pływanie
- Brigitte Rasmussen
  - 50m st. klasycznym dziewcząt - 19 miejsce w kwalifikacjach (35.77)
  - 100m st. klasycznym dziewcząt - 29 miejsce w kwalifikacjach (1:20.38)